# Highveld
O Highveld (literalmente, savana alta. Africâner: Hoëveld) é a parte do planalto sul-africano do interior do país que tem uma altitude acima de 1.500 metros, porém abaixo dos 2.100 metros, excluindo assim as regiões montanhosas do Lesoto, a sudeste do Highveld. É o lar de alguns das lavouras mais importantes do país, assim como a maior concentração de centros metropolitanos, especialmente o da conurbação de Gauteng, onde vive um terço da população Sul-africana.

## Localização e descrição
O Highveld constitui a quase totalidade das províncias do Estado Livre e de Gautengue, e partes das áreas circundantes: a borda ocidental do Lesoto e partes das províncias sul-africanas do Cabo Oriental, Cabo Setentrional, Noroeste, Limpopo e Mepumalanga. A parte mais alta do Highveld, que alcança os 2.100 m, marca seu limite à nordeste, onde as escarpas do planalto (conhecidas como Dracoberga) o separam do Lowveld de Mepumalanga, (contendo, entre outros, o Parque Nacional Kruger).Outro limite bem definido está no norte, onde o Magaliesberg separa o Highveld de Bushveld. A continuação da Grande Escarpa, ao sul, separa o Highveld de Cuazulo-Natal. A  porção sudeste da Grande Escarpa (mais comumente referida como Dracoberga) alcança os 3000 m de altitude, e forma a fronteira entre Cuazulo-Natal e no Lesoto. A região montanhosa do Lesoto, no entanto, não é geralmente referido como Highveld. A partir de sua fronteira leste, o Highveld desce suavemente para baixo para ser banhada pelo Grande Carru no sul, para o deserto do Calaári à oeste, o Bushveld no norte, o Lowveld no nordeste, Cuazulo-Natal a leste, e as Montanhas do Lesoto, para o sudeste. O Highveld cobre uma área de quase 400.000 km2, ou seja, aproximadamente 30% da África do Sul.
O terreno do Highveld é geralmente desprovido de montanhas, sendo composto por colinas suaves, especialmente no Estado Livre, às vezes interrompida por cristas rochosas, como o Vituateresrande, o Magaliesberg, e a Cratera de Vredefort. O Rio Vaal e seus afluentes formam o principal sistema de drenagem de água de Highveld. Afluentes do Rio Orange drenam as regiões mais meridionais do Highveld.
O temporada de chuvas do Highveld ocorre no verão, com grandes tempestades no período da tarde, que ocorrem normalmente em novembro, dezembro e janeiro. A geada é um fenômeno comum no inverno.

## Áreas urbanas e industriais
Cidades localizadas no Highveld incluem Joanesburgo, Pretória, Blumefontaina, Vereeniging, Welkom, Carletonville, assim como as cidades de West Rand e East Rand. A cidade mineradora de diamantes de Quimberlei está na fronteira entre o Highveld e o sudeste do Kalahari.
Metade do ouro produzido no mundo tem sido extraída no Highveld desde 1880. Os maiores depósitos estão localizados no Vituateresrande, centrado em Joanesburgo, com pequenos depósitos no norte do Estado Livre perto de Welkom e Virginia. O Highveld é também muito rico em diamantes, carvão, vanádio e manganês.
A agricultura no Highveld é geralmente dominada por extensas fazendas de grãos e pelo pastoreio de bovinos de corte, com produção intensa de milho, trigo, sorgo, frutas cítricas, girassol, e vegetais em áreas irrigadas e terrenos agrícolas mais perto de áreas urbanas. A turfa, que forma a base da pastagem da área, atua como um filtro natural, proporcionando fontes de água limpa.

## Flora
A vegetação natural do Highveld consiste em diferentes tipos de pastagem, que variam dependendo da quantidade de chuvas na área: gramíneas subtropicais e temperadas, com a verdadeira savana não dominando o ecossistema até latitudes mais tropicais. As principais espécies de gramíneas são Hyparrhenia hirta e Sporobolus pyramidalis, e entre estes ficam outras gramíneas e ervas. Árvores e arbustos nunca prosperaram devido aos frequentes incêndios que ocorreram na estação seca e ao pastoreio (anteriormente por animais selvagens, e agora pelo gado).

## Fauna
O Highveld é o lar de um grande número de animais ameaçadas de extinção, incluindo morcegos cor de palha frugívoros; a maior cobra da África, a pitão africana de pedra (Python sebae); zebras de montanha; e a ave nacional da África do Sul, o cegonha azul (Anthropoides paradiseus). A única espécie endêmica de aves é a cotovia de Botha (Spizocorys fringillaris), além de dois mamíferos endêmicos - o rato pigmeu (Mus orangiae) e a toupeira de pelo áspero dourado (Chrysospalax villosa). Assim como a python, outros répteis incluem o crocodilo do Nilo (Crocodylus niloticus), lagarto do Nilo (Varanus niloticus), lagarto da pedra (Varanus albigularis), e o lagarto gigante anelado (Smaug giganteus).

## Ameaças e preservação
Assim como muitas áreas de pastagem em todo o mundo, o Highveld possuí excelentes terras agrícolas, e a maior parte da área foi convertida para a agricultura. As áreas de prados e pastagens restantes estão em várias reservas naturais, que, apesar de representarem uma pequena porção de Highveld, ainda são os maiores áreas de remanescentes 
prados e pastagens na África do Sul.